# Готово митски
Готово митски је српски кратки филм из 2003. године. Режирала га је Мина Ђукић која је са Владимиром Ћосићем написала и сценарио.

## Улоге
| Глумац           | Улога   |
| ---------------- | ------- |
| Коста Ђорђевић   | Редитељ |
| Марија Каран     | Мина    |
| Петар Михаиловић | Давитељ |
| Димитрије Војнов | Патуљак |